# Rhysida chacona
Rhysida chacona är en mångfotingart som beskrevs av Karl Wilhelm Verhoeff 1944. Rhysida chacona ingår i släktet Rhysida och familjen Scolopendridae. Inga underarter finns listade i Catalogue of Life.